# Ignacio Melero
Ignacio Melero Bermejo (Madrid, 1964) es un investigador español, especialista en inmunoterapia. Catedrático de Inmunología de la Universidad de Navarra, codirector del departamento de Inmunología e inmunoterapia de la Clínica Universidad de Navarra, investigador principal del CIMA, académico correspondiente de la Real Academia Nacional de Medicina, y catedrático de la Universidad de Oxford.

## Biografía
Hijo de Bernardo y Consuelo. Estudió en el colegio El Prado (Fomento de Centros de Enseñanza). Tras licenciarse en Medicina por la Universidad de Navarra, realizó la especialidad en Inmunología en el Hospital Universitario de la Princesa (Madrid). Al concluir la especialidad, viajó a Seattle (Estados Unidos), donde trabajó en el instituto de investigación farmacéutica de la compañía Bristol-Myers Squibb junto con los doctores Lieping Chen y Karl E. Hellstrom, entre 1994 y 1998. Allí consiguió la identificación de 4-1BB (CD137) como diana en inmunoterapia del cáncer.
En 1998 regresó a Pamplona, incorporándose al CIMA y a la Clínica Universidad de Navarra donde dirige un equipo de investigación traslacional que trabaja en estrategias de inmunoterapia del cáncer basadas en terapia celular, terapia génica y anticuerpos monoclonales.
En 2022 fue nombrado catedrático (Kidani Chair of Oncology) de la Universidad de Oxford.
Casado con Belén Palencia. Tienen cuatro hijos.

## Áreas de investigación
Sus áreas de investigación actuales se centran en la investigación traslacional del laboratorio a cama del paciente con células, genes y estrategias de inmunoterapia contra el cáncer mediadas por anticuerpos monoclonales.
Su trayectoria como investigador incluye además del desarrollo de las terapias basadas en CD 137 (PNAS, 2021) importantes aportaciones pioneras en el uso de interleukina-12 y la Interleukina-8. Sus trabajos fueron decisivos para la aplicación de la inmunoterapia al tratamiento del hepatocarcinoma avanzado (Lancet, 2017). Es un destacado experto en la aplicación de agentes de inmunoterapia por vía intratumoral. 
Desde 2017 trabaja, entre otras investigaciones, en un ensayo clínico en fase I con la primera inmunoterapia desarrollada íntegramente en España. El ensayo trata a varios pacientes con tumores sólidos de mal pronóstico, suministrándoles un tratamiento con BO-112, nombre que recibe el fármaco antitumoral. En enero de 2019, se hizo público mediante un comunicado del Hospital Gregorio Marañón, la Clínica Universidad de Navarra y el Hospital Ramón y Cajal, los resultados de este ensayo. El estudio presentado demuestra que la primera inmunoterapia contra el cáncer desarrollada íntegramente en España es segura para los pacientes. Además, los datos preliminares indican que BO-112 ha conseguido controlar la enfermedad en el 58% de los casos, reduciendo el tumor en el 17%.
El trabajo de Melero ha posibilitado la firma de un convenio suscrito entre la Universidad de Navarra y la Universidad de Oxford (noviembre de 2022) para colaborar y trabajar juntos en proyectos relacionados con la inmunoterapia oncológica. El acuerdo entre ambas universidades se apoya en cuatro pilares: a. Posibilidad de entrenar al personal junior mucho mejor y de tener profesionales en formación en ambas universidades; b. Atractivo como centro de investigación para la industria farmacéutica; c. En el contexto del Brexit, posibilidad de ser muy competitivos en la captación de fondos de fundaciones internacionales; d. Posibilidad de extender este tipo de colaboraciones a disciplinas colindantes como la oncología y la inmunología.

## Premios
Ha sido galardonado con los siguientes premios:
- Gran Premio BIAL de Medicina
- Premio Conde de Cartagena de la Real Academia de Medicina
- European Academy of immunotherapy Life Career Award. (EATI 2016)
- CRI Lecture Award. Cancer Research Institute, New York, 2017
- Premio de la Fundación Doctor Durantez LAIR
- EFIS Lecture Award: European Federation of Immunological Societies, Portugal. 2019
- Thesis director of Enrique Fuentes Quintana Awards for Doctoral Theses. Spain. 2019
- XVI Ciencias de la salud. Fundación caja rural de Granada. 2020[12]
- XIV Premio de la Fundación Francisco Cobos a la carrera científica. 2020[13]
- I Beca Baselga 2022
- Highly Cited Researchers, Clarivate  2020, 2021, 2022 y 2023
- Doctor honoris causa. Universidad de Buenos Aires. Argentina. 2022
- XX Premio de Investigación Burdinola. 2023
- XV Premio Balmis, 2024
- Premio Internacional Ramiro Carregal de Oncología, 2024
- X Edición premios Constantes y vitales. Trayectoria Científica en Investigación Biomédica, 2024
- XII Premio ECO, Premio Especial José Baselga a la Innovación Traslacional en Oncología, 2024
- II Edición Premio Argonauta a la trayectoria en investigación básica, 2024